# Luiz Carlos Orsini
Luiz Carlos Orsini (Belo Horizonte) é um arquiteto, paisagista e escritor brasileiro.

## Biografia

### Primeiros anos e formação
Nascido em Belo Horizonte, na capital de Minas Gerais, formou-se em Paisagismo na Espanha na Escuela  de Jardinería y Paisajismo "Castillo de Batres" - localizada em Madrid - no ano de 1984. Trabalha na área de paisagismo desde o ano de 1979.

### Carreira
Tem uma vasta lista de projetos realizados em diversos locais do Brasil, para além de Minas Gerais, como São Paulo, Rio de Janeiro, Espírito Santo, Bahia, Distrito Federal e Goiás. Foi um dos principais responsáveis pela projeção paisagística do Instituto Inhotim, localizado em Brumadinho, realizando um projeto sob uma área de 260.000 metros quadrados. Trabalhou na formulação do plano paisagístico do instituto entre os anos de 2000 até 2006, sua inauguração.
Dado sua relevância no cenário nacional, estão entre os seus clientes, estão personalidades como Salim Mattar, Marcelo Tostes e Lucília Diniz. Atualmente, o escritório de Orsini está disponível na capital paulistana e na capital mineira.

## Escritor
Luiz possui possui uma carreira de escritor, em que escreve para o segmento do ramo editorial arquitetônico e paisagístico.

### Publicações
- Orsini: PAISAGISTA / LANDSCAPER, Copacabana Editora, 2017.[13]
- Luiz Carlos Orsini. 30 Anos De Paisagismo (vol. 1), Decor, 2008.[15]
- Luiz Carlos Orsini - 30 Anos de Paisagismo (vol.2), Decor, 2009.[15]

## Prêmios
- Revista Espaço D (2001, 2006).[3]
- Prêmio Olga Krell (2008).[16]
- 1º lugar na categoria Mostras com Casacor (2009).[16]
- 1º lugar na categoria Paisagismo da Casacor (2010).[17]